# Camp Dennison, Ohio
Camp Dennison, Ohio (енгл. Camp Dennison) насељено је место без административног статуса у америчкој савезној држави Охајо.

## Демографија
По попису из 2010. године број становника је 375.
| Група             | 2000.    | 2010.       |
| Белци             | 0 (0,0%) | 276 (73,6%) |
| Афроамериканци    | 0 (0,0%) | 73 (19,5%)  |
| Азијати           | 0 (0,0%) | 0 (0,0%)    |
| Хиспаноамериканци | 0 (0,0%) | 9 (2,4%)    |
| Укупно            | 0        | 375         |